# Syntormon violovitshi
Syntormon violovitshi är en tvåvingeart som beskrevs av Negrobov 1975. Syntormon violovitshi ingår i släktet Syntormon och familjen styltflugor. Inga underarter finns listade i Catalogue of Life.